# Voltooid deelwoord
Het voltooid deelwoord is in termen van taalkundige ontleding een deelwoord dat wordt gebruikt om het voltooide karakter van een toestand of handeling uit te drukken. Het voltooid deelwoord wordt hiertoe gecombineerd met de persoonsvorm van een hulpwerkwoord (in het Nederlands is dit hebben, zijn of worden). In termen van redekundige ontleding vormt het voltooid deelwoord - al dan niet samen met een infinitief - de werkwoordelijke rest van het grammaticaal gezegde.
Het voltooid deelwoord wordt als deelwoordsvorm onderscheiden van het tegenwoordig deelwoord ofwel onvoltooid deelwoord.